# Liste des épouses des présidents du Gabon
La Première dame du Gabon est l'épouse du président de la République gabonaise, ce titre n’étant rattaché à aucun statut juridique. Depuis le coup d'État d'août 2023, la personne qui tient ce rôle est Zita Oligui Nguema, femme du président Brice Oligui Nguema.

## Liste des épouses des présidents de la République gabonaise
| Années      | Nom                  | Date de naissance - Date de décès | Époux               | Photographie |
| ----------- | -------------------- | --------------------------------- | ------------------- | ------------ |
| 1961-1967   | Pauline Mba          |                                   | Léon Mba            |              |
| 1967-1985   | Patience Dabany      | 1944-                             | Omar Bongo          |              |
| 1990-2009   | Édith Bongo          | 1964-2009                         | Omar Bongo          |              |
| 2009-2023   | Sylvia Bongo Ondimba | 1965-                             | Ali Bongo           |              |
| Depuis 2023 | Zita Oligui Nguema   | 1978                              | Brice Oligui Nguema |              |